# Moritz Tramer
Moritz Tramer (* 20. Januar 1882 in Polnisch-Ostrau, Österreich-Ungarn; † 1. Mai 1963 in Bern) war ein Schweizer Psychiater.

## Leben
Moritz Tramer wurde als Sohn einer armen jüdischen Familie geboren. Tramer studierte von 1901 bis 1906 Mathematik am Eidgenössischen Polytechnikum Zürich und promovierte 1906 an der Universität Bern mit einer Arbeit über Die Entdeckung und Begründung der Differential- und Integralrechnung durch Leibniz im Zusammenhange mit seinen Anschauungen in Logik und Erkenntnistheorie: Fragen aus der Funktionentheorie. Später studierte er Medizin. Im Alter von 35 Jahren kam er 1917 zur Kinder- und Jugendpsychiatrie. 1924 heiratete er die Psychologin Franziska Baumgarten, die aus Berlin zu ihm in die Schweiz ging. Das Paar lebte zunächst in Solothurn, bevor es 1945 nach Bern zog. Beruflich unterstützten sich die beiden und publizierten auch gemeinsam.
Moritz Tramer leitete in den Jahren von 1924 bis 1945 die Psychiatrische Anstalt «Rosegg» in Langendorf und etablierte dort die Kinder- und Jugendpsychiatrie in Biberist, der er von 1937 bis 1950 vorstand. 1934 begründete er die Zeitschrift Kinderpsychiatrie, Acta paedopsychiatrica und veröffentlichte 1942 die erste Auflage seines Lehrbuchs Allgemeine Kinderpsychiatrie, einschließlich der allgemeinen Psychiatrie der Adoleszenz, das umfassendste Lehrbuch seiner Zeit auf dem Gebiet. Er befasste sich zudem mit dem Hexenglauben und untersuchte 169 dokumentierte und namentlich bekannte Kinder als Opfer des Hexenwahns in der Schweiz, wobei er nachwies, dass es sich bei den angeklagten Kindern um „geistig abnorme Kinder“ handelte. 1954 gründete er im Alter von 72 Jahren zusammen mit dem Franzosen Georges Heuyer die Union Europäischer Pädopsychiater. Durch die Einladung von sieben deutschen Kollegen zur Gründungsveranstaltung reintegrierte Tramer die deutschen Kinder- und Jugendpsychiater in die internationale Gemeinschaft. Dies tat er, obwohl er in der Zeit des Nationalsozialismus 50 Familienmitglieder verloren hatte.
Moritz Tramer hat sich auch im Stiftungsrat des damaligen «Landerziehungsheims Albisbrunn» engagiert. Er leistete, seit der Gründung Albisbrunn im Jahre 1924 bis zu seinem Ausscheiden aus dem Stiftungsrat 1929, dem ersten Heimleiter und späteren Direktor des Heilpädagogischen Seminars Zürich, Heinrich Hanselmann, fachliche Unterstützung in Fragen der Kinder- und Jugendpsychiatrie.
Tramer starb 1963 im Alter von 81 Jahren in Bern. Sein Nachlass befindet sich in der Burgerbibliothek Bern.